# Erodium chilense
Erodium chilense là một loài thực vật có hoa trong họ Mỏ hạc. Loài này được I.M.Johnst. mô tả khoa học đầu tiên năm 1938.